# تشارلز لي ريمينغتون
تشارلز لي ريمينغتون (بالإنجليزية: Charles Lee Remington)‏ هو عالم حيوانات وعالم وعالم بقشريات الأجنحة أمريكي، ولد في 19 يناير 1922 في فرجينيا في الولايات المتحدة، وتوفي في 31 مايو 2007 في هامدن في الولايات المتحدة.